# 貝爾馬林基斯 (加利福尼亞州)
貝爾馬林基斯（英語：Bel Marin Keys）是位於美國加利福尼亞州馬林縣的一個非建制地區。該地的面積和人口皆未知。

## 地理
貝爾馬林基斯的座標為38°04′56″N 122°30′53″W / 38.08222°N 122.51472°W，而該地的平均海拔高度為3米（即10英尺）。